# London nemzetközi repülőtér
A London nemzetközi repülőtér (IATA: YXU, ICAO: CYXU) Kanada egyik nemzetközi repülőtere, amely London közelében található. Éves utasforgalma 229 241 fő (2022).

## Futópályák
A repülőtér futópályái:
- 15/33 (2682 m, aszfalt)
- 09/27 (1920 m, aszfalt)

## Forgalom
Az utasforgalom az elmúlt években az alábbi módon változott:
| Utasok száma | 455 251 | 502 161 | 509 415 | 466 412 | 478 713 | 477 704 | 513 278 | 683 155 | 202 556 | 229 241 |
|              | 2007    | 2009    | 2010    | 2012    | 2014    | 2015    | 2017    | 2019    | 2020    | 2022    |